# Сябры (категория населения)
Сябры́ — категория людей, совместно владевших и пользовавшихся пашней, промысловыми угодьями, средствами производства. Назывались также дольниками, потужниками, соучастниками, товарищами. Существовали преимущественно в Великом княжестве Литовском, упоминаются в Статуте в редакции 1529 года.
Сябрами могли быть крестьяне, духовенство и купцы.
С укреплением крепостнической эксплуатации и развитием денежных отношений сябринное (сябровское) землепользование постепенно превращалось в подворно-наследственное. На Украине и в Белоруссии остатки сябровского землепользования (общинное пользование лугами, пастбищами) сохранялось до начала XX века.
Сябрами в XIV—XVI веках назывались также крестьяне Псковщины и Новгородчины, владевшие совместно пахотными землями или пастбищными и сенокосными угодьями. Борис Греков определял сябров как свободных общинников, смердов. Лев Черепнин, в свою очередь, считал, что термин сябры в течение времени менял своё значение.